# Phaeochrous senegalensis
Phaeochrous senegalensis är en skalbaggsart som beskrevs av François Louis Nompar de Caumont de Laporte 1840. Phaeochrous senegalensis ingår i släktet Phaeochrous och familjen Hybosoridae. Inga underarter finns listade i Catalogue of Life.